# Scriptaphyosemion chaytori
 Scriptaphyosemion chaytori  és una espècie de peix de la família dels aploquèilids i de l'ordre dels ciprinodontiformes.

## Morfologia
Els mascles poden assolir els 4,8 cm de longitud total.

## Distribució geogràfica
Es troba a Àfrica: Sierra Leone.